# Crime d'intention spécifique
En droit pénal canadien, un crime d'intention spécifique est un crime de mens rea d'intention qui est accompli avec un dessein particulier, avec comme objectif de réaliser une fin particulière, par opposition à un crime d'intention générale où il n'y a aucune fin particulière.
Pour indiquer aux juristes qu'il y a une mens rea d'intention spécifique, le législateur va insérer des mots-clés dans la disposition tels que « dans l'intention de », « en vue de », « afin de » ou « dans le but de ».
La classification de crime d'intention spécifique est notamment pertinente en matière de défense d'intoxication car ce moyen de défense permet de faire modifier un chef d'accusation de crime d'intention spécifique vers un chef d'accusation de crime d'intention générale.
Généralement, les crimes d'intention générale sont punis moins sévèrement par rapport à des crimes d'intention spécifique de nature similaire. Par exemple, décharger une arme à feu (art. 244 C.cr.) est un crime d'intention spécifique qui est commis « dans l’intention de blesser, mutiler ou défigurer une personne » et qui prévoit comme peine un emprisonnement maximal de 14 ans et une peine minimale de 5 ans, tandis que l'usage négligent d'une arme à feu à l'art. 86 (1) C.cr  est un crime d’intention générale qui est passible d'une peine maximale de deux ans pour un accusé à sa première infraction.
Le vol (art. 322 C.cr.) qui est un crime d'intention spécifique car le législateur indique qu'il est commis dans l'intention de priver quelqu'un d'un bien. Le meurtre (art. 229 C.cr. ) est un crime d'intention spécifique parce que c'est dans l'intention de causer la mort.
On peut par ailleurs noter que bien que la fraude équivaut à frustrer le public ou toute personne d'un bien (art. 380 C.cr.), il s'agit d'une infraction d'intention générale plutôt qu'une infraction d'intention spécifique car le législateur n'a inclus aucun mot-clé indiquant une intention spécifique. Cependant, il existe des crimes particuliers en matière de fraude dont l'intention est spécifique, tels que la falsification de livres et de documents avec l'intention de frauder (art. 397 (1), (2) C.cr. et la manipulations frauduleuses d’opérations boursières (art. 382 C.cr. ).